# Чингачгук
Чингачгу́к (на делауерски: Chingachgook /xiŋɡaxˈgoːk/ Хингахго́к, или xinkwi xkuk /xiŋɡwixˈkuːk/ „Хингуихку́к“, Голямата Змия) е измислен литературен герой от редица романи на американския писател Джеймс Фенимор Купър. Произхожда от племената на северноамериканските индианци мохикани.
Чингачгук е мъдър и храбър воин, чийто образ е популярен и от едноименния филм на източногерманската киностудия ДЕФА от 1967 г., където в ролята на Голямата змия е актьорът Гойко Митич.
В „Последният мохикан“ се посочва следното за неговото име:
| „ | ...Не че Чингачгук, което значи „голяма змия“, е в действителност змия, била тя голяма или малка, но той се нарича така, защото познава извивките и криволиците на човешката природа, мълчалив е и напада неприятелите си, когато най-малко го очакват... | “ |

В „Следотърсача“ се съдържа следното описание:
| „ | ...Този е един от вождовете на великите делауери, човек, познал колкото слава, толкова и скърби в живота си. Индианското му име е достойно за един вожд, но тъй като за непривикналия с местното наречие е трудно да го произнесе, ние сме го превели на английски и го наричаме Голямата змия. Не мислете обаче, че го назоваваме така, защото е по-хитър и коварен, отколкото може да бъде един червенокож. Той е заслужил името си, защото е мъдър и ловък както подобава на един войн. ... | “ |